# 23e cérémonie des Empire Awards
La 23e cérémonie des Empire Awards, organisée par le magazine britannique Empire, a eu lieu le 18 mars 2018, et a récompensé les films sortis l'année précédente.
Les récompenses sont votées par les lecteurs du magazine.

## Récompenses

### Meilleur film
- Star Wars, épisode VIII : Les Derniers Jedi (Star Wars: The Last Jedi)
  - Call Me by Your Name
  - Get Out
  - Thor : Ragnarok (Thor: Ragnarok)
  - Wonder Woman

### Meilleur film britannique
- Seule la Terre (God's Own Country)
  - Les Heures sombres (Darkest Hour)
  - La Mort de Staline (The Death of Stalin)
  - Dunkerque (Dunkirk)
  - Paddington 2

### Meilleur thriller
- Kingsman : Le Cercle d'or (Kingsman: The Golden Circle)
  - John Wick 2 (John Wick: Chapter 2)

### Meilleur film d'horreur
- Split

### Meilleur acteur
- Andy Serkis pour le rôle de César dans La Planète des singes : Suprématie (War for the Planet of the Apes)

### Meilleur maquillage et coiffure
- Ghost in the Shell

### Meilleurs effets visuels
- Ghost in the Shell
- La Planète des singes : Suprématie (War for the Planet of the Apes)